# Sint-Joriskerk (Limburg)

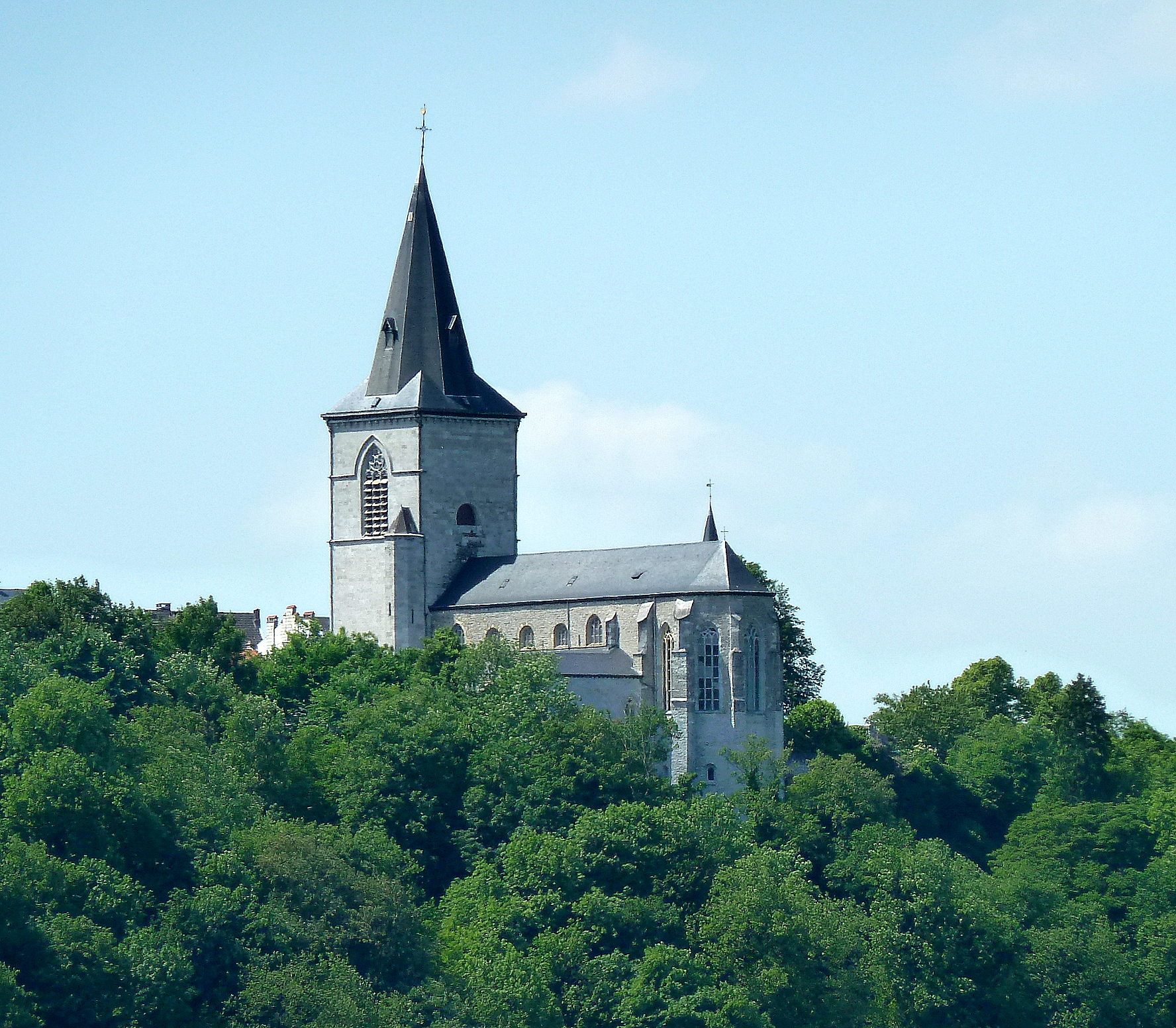
De Sint-Joriskerk vanuit de verte gezien

De Sint-Joriskerk (Église Saint-Georges) is de parochiekerk van de Belgische stad Limburg, in de provincie Luik, gelegen aan de Place Saint-Georges.

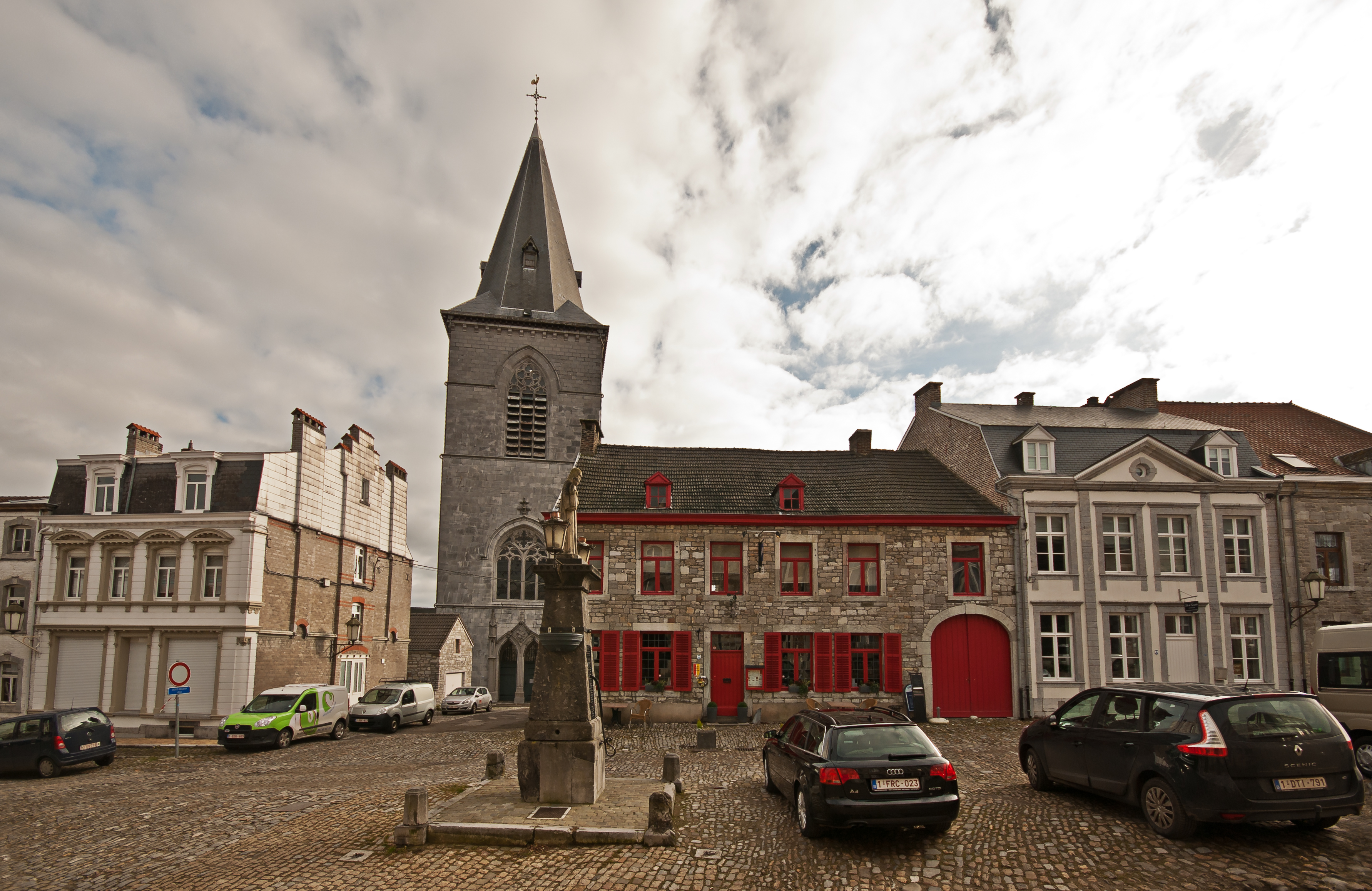
De kerktoren gezien vanaf de Place Saint-George

De kerk is gewijd aan de heilige Sint-Joris.
De kerk staat boven op de rots, waarop ook het vestingstadje Limburg ligt, die in een meander van de rivier de Vesder is gesitueerd. Vanwege de hoge ligging prijkt de kerk hoog boven het landschap van de vallei uit.
De Sint-Joriskerk dateert uit de vijftiende eeuw en is gebouwd in gotische stijl, op de plek waar sinds de twaalfde eeuw een eenvoudige kapel stond.

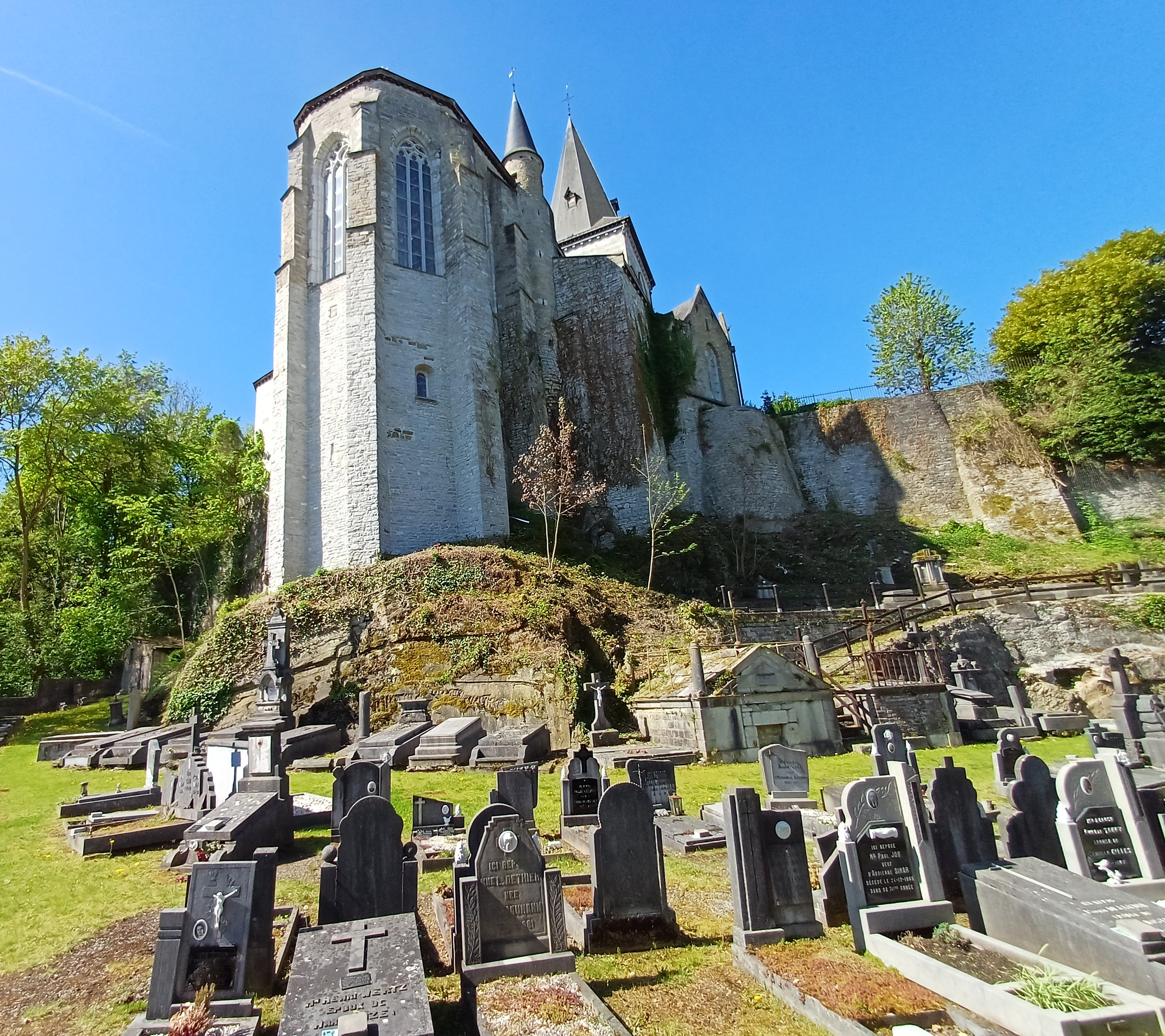
Het kerkhof onderaan de kerk

Het vestingstadje - en ook de kerk - had te lijden onder diverse belegeringen (1578, 1675, 1703) en een brand in 1834.